# Polisskolan (film)

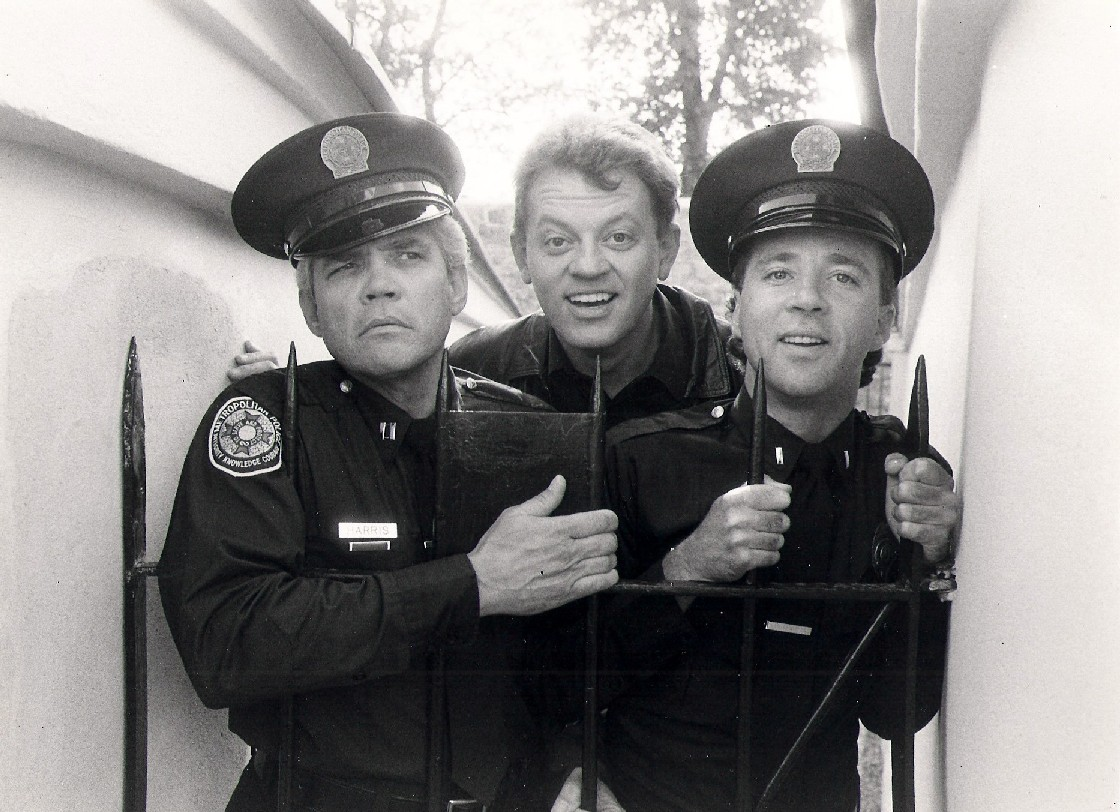
G.W. Bailey, David Graf, Lance Kinsey i juni 1989.

Polisskolan (engelska: Police Academy) är en amerikansk komedifilm från 1984 i regi av Hugh Wilson. I huvudrollerna ses Steve Guttenberg, Kim Cattrall och G.W. Bailey. Filmen hade biopremiär i USA den 23 mars 1984 och gav upphov till ytterligare sex filmer i serien om polisskolan.

## Handling
På grund av bristen på poliser, tar den nyvalda borgmästare i en icke namngiven amerikansk stad beslutet att sänka intagningskraven till utbildningen av den nya poliskåren. Nu ska inte längre längd, vikt, kön, utbildning och styrka vara avgörande för intagningen till polisskolan, utan alla som är villiga är välkomna. Detta gör att hundratals som aldrig hade tänkt sig en poliskarriär anmäler sig och antas som aspiranter. Dock är inte alla inom poliskåren glada över dessa förändringar. 

## Rollista i urval

### Polisaspiranter
- Steve Guttenberg – Carey Mahoney
- Kim Cattrall – Karen Thompson
- Bubba Smith – Moses Hightower
- Donovan Scott – Leslie Barbara
- Michael Winslow – Larvell Jones
- Andrew Rubin – George Martin
- David Graf – Eugene Tackleberry
- Bruce Mahler – Douglas Fackler
- Marion Ramsey – Laverne Hooks
- Brant Von Hoffman – Kyle Blankes
- Scott Thomson – Chad Copeland

### Personal på polisskolan
- G.W. Bailey – Lt. Thaddeus Harris
- George Gaynes – Cmndt. Eric Lassard
- Leslie Easterbrook – Sgt. Debbie Callahan
- George R. Robertson – Chief Henry J. Hurst

### Övriga
- Debralee Scott – Fru Fackler
- Ted Ross – Kapten Reed
- Doug Lennox – Skurk
- Georgina Spelvin – Prostituerad
- Don Lake – Herr Wig

## Om filmen
- Bruce Willis var en av många som gjorde audition för rollen som Mahoney.
- Inspelningen av filmen tog endast 40 dagar.
- Filmen är inspelad i Toronto i Kanada.
- Filmen hade Sverigepremiär den 29 juni 1984.[2]

### Fotnoter
1. ↑  ”Police Academy” (på engelska). Box Office Mojo. 23 mars 1984. http://www.boxofficemojo.com/movies/?id=policeacademy.htm. Läst 24 september 2016.
2. ↑  ”Police Academy”. Svensk filmdatabas. 29 juni 1984. http://www.sfi.se/sv/svensk-filmdatabas/Item/?itemid=6581&type=MOVIE&iv=Basic. Läst 24 september 2016.